# Geffen-Preis
Der Geffen-Preis ist ein israelischer Literaturpreis, der seit 1999 für Werke aus dem Bereich der Science-Fiction und Fantasy verliehen wird. Der Preis wird von der Israelischen Gesellschaft für Science-Fiction und Fantasy (hebräisch האגודה הישראלית למדע בדיוני ולפנטסיה) jährlich vergeben. Die Teilnehmer der ICon – der nationalen israelischen SF-Convention – stimmen über die Preisträger ab. Der Preis ist benannt nach Autor und Übersetzer Amos Geffen (1937–1998), einem Pionier israelischer Science-Fiction. Preise werden für Werke, die auf Hebräisch im jeweils vorhergehenden jüdischen Jahr erschienen sind, in folgenden Kategorien vergeben:
- Bester Roman (Originalausgabe; seit 2003)
- Beste Erzählung (Originalausgabe; seit 2002)
- Bester übersetzter Science-Fiction-Roman
- Bester übersetzter Fantasy-Roman
- Bestes übersetztes Buch für Kinder und Jugendliche (seit 2008)

## Liste der Preisträger
Bester übersetzter Science-Fiction-Roman
- 2019 Andy Weir: Artemis
- 2018 Jules Verne: Voyage au centre de la terre
- 2017 Orson Scott Card & Aaron Johnston: Earth Afire & Earth Awakens
- 2016 John Scalzi: Redshirts
- 2015 Andy Weir: The Martian
- 2014 Daryl Gregory: The Devil’s Alphabet
- 2013 Robert Silverberg: Tower of Glass
- 2012 Suzanne Collins: Catching Fire
- 2011 Suzanne Collins: The Hunger Games
- 2010 Isaac Asimov: Isaac Asimov’s Collected Short Stories, Vol. 1
- 2009 Roger Zelazny: This Immortal
- 2008 Richard Matheson: I Am Legend
- 2007 John Scalzi: Old Man’s War
- 2006 Robert Charles Wilson: Spin
- 2005 Arthur C. Clarke: Childhood’s End
- 2004 Karin Lowachee: Warchild
- 2003 Stanislaw Lem: Solaris
- 2002 Ray Bradbury: Fahrenheit 451
- 2001 Orson Scott Card: Ender’s Shadow
- 2000 Brian Herbert & Kevin J. Anderson: Dune: House Atreides
- 1999 Orson Scott Card: Pastwatch: The Redemption of Christopher Columbus

Bester übersetzter Fantasy-Roman
- 2019 Brandon Sanderson: The Alloy of Law
- 2018 Robin Hobb: Fool’s Quest
- 2017 J. K. Rowling, Jack Thorne, John Tiffany: Harry Potter und das verwunschene Kind, Parts 1 & 2
- 2016 Robin Hobb: Fool’s Assassin
- 2015 Neil Gaiman: The Ocean at the End of the Lane
- 2014 Terry Pratchett: Going Postal
- 2013 George R. R. Martin: A Dance with Dragons
- 2012 Rick Riordan: The Son of Neptune
- 2011 Terry Pratchett: I Shall Wear Midnight
- 2010 Terry Pratchett: Nation
- 2009 Terry Pratchett: A Hat Full of Sky
- 2008 Terry Pratchett: The Wee Free Men
- 2007 Susanna Clarke: Jonathan Strange & Mr Norrell
- 2006 Neil Gaiman: Anansi Boys
- 2005 Carol Berg: Transformation
- 2004 Neil Gaiman: Smoke and Mirrors
- 2003 Neil Gaiman: American Gods
- 2002 George R. R. Martin: A Storm of Swords
- 2001 Tim Powers: The Anubis Gates
- 2000 Neil Gaiman: Stardust
- 1999 Fritz Leiber: Swords and Deviltry

Bestes übersetztes Buch für Kinder und Jugendliche
- 2019 Rick Riordan: The Ship of the Dead
- 2018 Rick Riordan: The Dark Prophecy
- 2017 Rick Riordan: The Trials of Apollo: The Hidden Oracle
- 2016 Rick Riordan: The Blood of Olympus
- 2015 L. Frank Baum: Ozma of Oz & Dorothy and the Wizard of Oz
- 2014 Terry Pratchett: The Amazing Maurice and His Educated Rodents
- 2013 Suzanne Collins: Mockingjay
- 2008 J. K. Rowling: Harry Potter and the Deathly Hallows